# Buchwert
Buchwert (englisch book value, carrying amount) ist im Rechnungswesen der Wert, mit dem ein Wirtschaftsgut zum Bilanzstichtag in der Bilanz aktiviert oder als Kapitalposition passiviert ist. Der Buchwert ist somit nicht unbedingt der Wert, der beim Verkauf des Gutes als Erlös zu erzielen wäre.

## Allgemeines
Das Handelsrecht kennt mehrere Wertkonventionen. Wertkonventionen sind Wertziffern, die nach bestimmten Regeln objektiv zu ermitteln sind. Diese Regeln ergeben sich aus dem Handelsgesetzbuch und anderen Rechnungslegungsstandards. Zu den Wertkonventionen gehören insbesondere die Anschaffungs- und Herstellungskosten, Zeitwerte (Marktwert und Börsenwert), der „beizulegende Zeitwert“ (Fair Value; § 253 Abs. 3 Satz 3 HGB für Anlagevermögen, § 253 Abs. 4 Satz 2 HGB für Umlaufvermögen), oder der Buchwert. Einige Wertkonventionen werden durch Legaldefinition erklärt (Anschaffungs- und Herstellungskosten in § 255 Abs. 1 und 2 HGB), andere wie der Buchwert werden lediglich erwähnt und als bekannt vorausgesetzt (§ 285 Nr. 18 und 19 HGB, § 312 Abs. 1 HGB). Im Steuerrecht kennt man als Wertkonventionen den Teilwert, gemeiner Wert oder Einheitswert. Im Umwandlungssteuergesetz ist der Buchwert der niedrigste mögliche Wertansatz, daneben sind gemeiner Wert und Zwischenwert zulässig.

## Ermittlung des Buchwerts
Die Anschaffungs- und Herstellungskosten bilden bei den Aktiva den Ausgangswert für die Ermittlung des Buchwerts. Diese Anschaffungs- und Herstellungskosten können sich durch Bewertungsmaßnahmen am nächsten Bilanzstichtag ändern. Die Bewertungsmaßnahmen bestehen im Regelfall beim Anlagevermögen und Umlaufvermögen aus Abschreibungen oder Zuschreibungen. Abschreibungen führen zu einem geringeren Buchwert, Zuschreibungen zu einem höheren Buchwert als den ursprünglichen Anschaffungs- oder Herstellungskosten. Da die Bewertungsmaßnahmen durch das Niederstwertprinzip mehr oder weniger stark begrenzt werden, wird auch der Buchwert vom Niederstwertprinzip beeinflusst. Der (Rest-)Buchwert ergibt sich aus der Gleichung:
{\displaystyle {\text{Buchwert}}={{\text{Anschaffungs- oder Herstellungskosten}}+{\text{Zuschreibungen}}-{\text{Abschreibungen}}}}
Der Buchwert kann ausnahmsweise mit dem Zeitwert übereinstimmen, wenn die Abschreibungen der tatsächlichen Wertentwicklung (etwa Verschleiß) entsprechen. Der Zusammenhang zwischen Buchwert und Fair Value ergibt sich aus folgender Aufstellung:
```
    Fair Value (beizulegender Zeitwert)
    - planmäßige Abschreibungen
    - etwaige außerplanmäßige Abschreibungen
    + etwaige Zuschreibungen
    = Buchwert (fortgeführter fair value)
```

International ist das Niederstwertprinzip unbekannt. Die International Accounting Standards gestatten Unternehmen die Bewertung des Anlagevermögens entweder zu den Anschaffungs- und Herstellungskosten oder zu Neubewertungsbeträgen. Bei letzterer Methode ist der positive Unterschiedsbetrag zwischen der Bewertung zu den Anschaffungs- oder den Herstellungskosten der Neubewertungsrücklage in der Bilanz erfolgsneutral unter „Eigenkapital“ zuzuführen (IAS 16.39 für Sachanlagen, IAS 38.85 für immaterielle Vermögenswerte). Dadurch wird ein Teil der stillen Reserven zwar sichtbar gemacht, aber wegen einer Ausschüttungssperre nicht ausgeschüttet. Jede Erhöhung über den (fiktiven) fortgeführten Buchwert hinaus stellt eine Neubewertung dar, die nach IAS 36.118 zu bilanzieren ist.  
Der Begriff des Buchwerts ist jedoch nicht allein auf Aktiva beschränkt. Bei Passiva wie den Verbindlichkeiten entspricht der Buchwert im Regelfall dem Rückzahlungsbetrag oder bei Rückstellungen gemäß § 253 Abs. 1 Satz 2 HGB dem nach vernünftiger kaufmännischer Beurteilung ermittelten Erfüllungsbetrag. Ihr Buchwert entspricht der wahrscheinlichen Inanspruchnahme des Unternehmens durch einen Dritten in der erwarteten Höhe bei vernünftiger Abwägung aller Umstände.

## Buchgewinn / Buchverlust
Alle Bilanzpositionen verbleiben mit ihren Buchwerten solange in der Bilanz, bis sie durch Veräußerung (Aktiva), Rückzahlung (Verbindlichkeiten) oder Inanspruchnahme (Rückstellungen) aus der Unternehmensbilanz ausscheiden. Bis zu diesem Ausscheiden aus der Bilanz sind die Bilanzpositionen an den Bilanzstichtagen zu bewerten. Der (fortgeführte) Buchwert ist das Ergebnis dieser Bewertung. Entspricht nun deren Buchwert am Bilanzstichtag nicht deren ursprünglichem Wert, liegt ein Buchgewinn oder Buchverlust vor. Ein Buchgewinn („accounting profit“) entsteht, wenn der Buchwert eines Vermögensgegenstandes ausnahmsweise über seinen ursprünglichen Anschaffungs- oder Herstellungskosten liegt. Das kann durch Zuschreibungen oder Neubewertungen geschehen. Beide Bewertungsmaßnahmen sind wegen des in Deutschland geltenden Niederstwertprinzips und Realisationsprinzips nur sehr begrenzt anwendbar, nämlich im Falle eines Wertaufholungsgebots (Zuschreibungen) oder bei Unternehmen mit IAS-Bilanzierung (Neubewertung). Demnach liegt ein Buchgewinn vor, wenn
{\displaystyle {\text{Buchwert}}>{{\text{ursprünglicher Buchwert}}+{\text{Zuschreibungen}}-{\text{Abschreibungen}}}}
Beim Buchverlust („accounting loss“) ist der Buchwert entsprechend niedriger als der Ursprungswert. Buchverluste entstehen infolge von Sonderabschreibungen, erhöhten Abschreibungen, Bewertungsabschlägen, steuerfreien Rücklagen oder nicht aktivierungsfähigen oder nicht aktivierungspflichtigen Wirtschaftsgütern.
Bei unrealisierten Buchgewinnen gibt es für Kapitalgesellschaften eine Ausschüttungssperre (§ 58 Abs. 2a AktG für AG/KGaA, § 29 Abs. 4 GmbHG für die GmbH), wodurch diese Buchgewinne in die Gewinnrücklage einzustellen sind. Buchgewinne aus Neubewertungen unterliegen ebenfalls nach Art. 7 Abs. 2 der Richtlinie 2013/34/EU (Bilanz-Richtlinie) einer Ausschüttungssperre und sind in die Neubewertungsreserve einzustellen. Durch die Zuordnung der Buchgewinne zum Eigenkapital soll in beiden Fällen verhindert werden, dass unrealisierte Buchgewinne ausgeschüttet werden.    
Eine Ausschüttung von Buchgewinnen ist erst statthaft, wenn sie durch Veräußerung der Vermögensgegenstände, Rückzahlung der Verbindlichkeiten oder Inanspruchnahme der Rückstellungen aus der Bilanz ausscheiden. Dann werden die realisierten Buchgewinne oder Buchverluste in der Gewinn- und Verlustrechnung als „Erträge/Verluste aus dem Abgang von Vermögensgegenständen“ unter sonstigen betrieblichen Erträgen (§ 275 Abs. 2 Nr. 4 HGB) oder sonstigen betrieblichen Aufwendungen (§ 275 Abs. 2 Nr. 8 HGB) verbucht.

## Buchwertklausel
Insbesondere ältere Gesellschaftsverträge beinhalten als Abfindungsklausel häufig die so genannte Buchwertklausel, nach der der ausscheidende Gesellschafter den auf der Grundlage der Handels- oder Steuerbilanz ermittelten buchwertmäßigen Kapitalanteil ausgezahlt bekommt. Der Buchwert korrespondiert in der Regel jedoch nicht mit dem tatsächlichen Anteilswert. Er kann im Einzelfall mit dem tatsächlichen Anteilswert (Verkehrswert) zufällig zusammenfallen, höher sein, meist wird er aber niedriger sein. Die Ermittlung der Abfindung aufgrund einer Buchwertklausel ist für den abzufindenden Gesellschafter daher nachteilig. Handels- und Steuerbilanz sind nicht geeignet, den Unternehmenswert im Abfindungsfall zu bestimmen. Besteht zwischen dem nach der Bilanz ermittelten Buchwert und dem nach § 738 BGB ermittelten Verkehrswert ein Missverhältnis, so wird das Kündigungsrecht eines Gesellschafters in unzulässiger Weise eingeengt.

## Anwendung in der Unternehmensbewertung
Im Hinblick auf ein gesamtes Unternehmen bezeichnet der Buchwert im Rahmen der Bewertung von Unternehmen den Wert des auf die Unternehmensinhaber entfallenden Eigenkapitals. Hierzu erfolgt die Verminderung aller Aktiva um die Verbindlichkeiten und Sonderposten, im Konzernverbund auch um konzernfremde Anteile. In einem alternativen Verfahren werden auch die immateriellen Wirtschaftsgüter zusätzlich abgezogen.
Die betriebswirtschaftliche Kennzahl Buchwert/Aktie gibt die Höhe des auf die Aktionäre entfallenden Eigenkapitals pro Aktie an.
Der Buchwert berücksichtigt nur den bilanziell ausgewiesenen Wert der Aktiva, nicht jedoch mögliche stille Reserven oder stille Lasten. Auch das verwendete Rechnungslegungssystem (zum Beispiel HGB, US-GAAP oder IFRS) führt zu unterschiedlichen bilanziellen Wertansätzen, so dass die ausgewiesenen Buchwerte – teilweise erheblich – differieren können.
Eine für die Unternehmensbewertung aussagekräftigere Zahl, die sich am Markt- oder Wiederbeschaffungswert der Aktiva orientiert, ist der Substanzwert. Dieser ist aber nicht durch Rechnungslegungssysteme definiert.